# Analytic Hierarchy Process
L'analytic hierarchy process (AHP) è una tecnica di supporto alle decisioni multicriterio sviluppata negli anni settanta dal matematico iracheno naturalizzato statunitense Thomas L. Saaty.
La metodologia consente di confrontare più alternative in relazione ad una pluralità di criteri, di tipo quantitativo o qualitativo, e ricavare una valutazione globale per ciascuna di esse. Ciò permette di:
- ordinare le alternative in ordine di preferenza;
- selezionare l'alternativa migliore;
- assegnare le alternative a sottoinsiemi predefiniti[non chiaro].

I punti di forza principali sono il confronto a coppie delle alternative decisionali e la separazione fra importanza del criterio e impatto sulla decisione.

## Criteri
L'AHP prevede una distinzione fra la componente soggettiva della valutazione e il dato oggettivo. Il decisore individua un insieme di criteri in base ai quali valutare le alternative decisionali e assegna a ogni criterio un peso percentuale, dopodiché assegna un punteggio che è l'impatto del criterio sulla decisione. Il punteggio di ogni alternativa decisionale è la media pesata  dei punteggi di ogni criterio sulla decisione per il peso assegnato a ogni criterio.
I criteri sono confrontati a coppie assegnando un punteggio di importanza relativa rispetto all'altro. La somma dei pesi su tutta la tabella deve essere 100%. Il punteggio di ogni criterio si ottiene sommando quello che ottiene rispetto a tutti gli altri. I punteggi ottenuti di solito sono normalizzati.
Analogo confronto a coppie viene poi operato fra le alternative decisionali.
I punteggi sono compresi in una scala arbitraria, ad esempio 0-100, 1-3, 1-10, corrispondenti ad altrettanti livelli qualitativi. In genere si adotta una scala del tipo "alto", "medio", "basso"; o, per una valutazione più fine: "alto", "medio-alto", "medio", "medio-basso", "basso".
L'AHP ha in input le alternative decisionali e k criteri di decisione. È composto da una tabella k*k dei (pesi dei) criteri e da k tabelle n*n delle decisioni. Tutte le tabelle sono matrici quadrate (ossia aventi lo stesso numero di righe e di colonne) e reciproche (tra i cui elementi cioè sussiste sempre la relazione aij=1/aji). La matrice è una tabella A, dove A sta per componente "autonoma" in tutta la teoria dei sistemi lineari: infatti, i giudizi sono a discrezione del decisore. Per gli elementi aij, vale che . Per i=j, ossia per quelli della diagonale principale, aij=1 . Detto l'intestazione, il dimensionamento delle tabelle, si può parlare del posizionamento, di come vengono popolate.
Per ogni criterio si costruisce una tabella a doppia entrata con le alternative decisionali, generate con metodi esterni all'AHP. Quindi si confrontano a coppie le alternative decisionali, riempiendo l'intera tabella con un numero finito di pari ad i e a 1/i, con i=1,..,9. I punteggi da 0 (o 1) fino a 9 traducono in numeri un giudizio linguistico d' importanza relativa fra le due decisioni.
Nel caso di molte alternative decisionali, si parte da zero perché le tabelle con molti valori nulli sono processate in tempi più rapidi dai calcolatori.
Ciò è meno soggettivo che indicare direttamente una graduatoria delle decisioni più importanti, confronta solo alcune delle coppie possibili (ogni elemento col precedente), anziché con tutte.
Per una decisione della riga i molto importante rispetto alla colonna j, il punteggio sarà 9. Viceversa, il punteggio della decisione il riga j rispetto alla colonna i, sarà pari a 1/9. 
L'importanza relativa di (confrontare) ogni decisione rispetto a sé stessa è 1 (i=j, stessa decisione nella riga e colonna considerata). Ciò si ottiene anche col calcolo dovendo essere i=(1/j) per i=j ha unica soluzione pari a 1.
Quindi, se {\displaystyle p_{ij}} è il punteggio relativo del criterio {\displaystyle i} nell'alternativa decisionale {\displaystyle j}, vale che:
{\displaystyle p_{ij}={\frac {1}{p_{ji}}}}, e in particolare che:
{\displaystyle p_{ii}=1}.
Così si stabiliscono i punteggi, l'impatto dei criteri sulle decisioni. Per stabilire i pesi dei criteri, si esegue un confronto a coppie. Una tabella a doppia entrata con i criteri diviene una matrice quadrata, in cui si attribuiscono dei numeri in una scala da 1 a 9 per l'importanza relativa di ogni criterio. La tabella viene normalizzata, dividendo ogni punteggio per la somma dei punteggi della relativa colonna. I punteggi infatti variano da 1 a 9, mentre nelle medie i pesi sono sempre compresi tra 0 e 1. 
Il punteggio finale di ogni decisione è una media pesata (sui pesi dei criteri) dell'impatto del criterio sulla decisione. Le tabelle delle decisioni si leggono per riga, sommando i punteggi della decisione (i-esima) rispetto a tutte le altre e moltiplicandola per il peso del criterio. Il punteggio della decisione rispetto al criterio viene sommato a quelli calcolati per i criteri successivi.
Viene individuata una soglia di sbarramento: le decisioni che hanno un punteggio inferiore vengono escluse. Se le decisioni sono esclusive e deve esserne scelta una sola, si prende ovviamente quella col punteggio maggiore.